# Ana Baro
Ana Baro (Milà, 2 de desembre de 1992) és una migcampista de futbol femení albanesa que actualment juga al Campionat Nacional Femení d'Albania (Kampionati Kombëtar i Futbollit për Femra) amb el KF Ada Velipojë, amb el qual va participar en la Lliga de Campions l'agost de 2012 marcant els 2 gols de l'equip en la competició. També ha jugat a la Frauen-Regionalliga alemanya amb el TuS Rodenbach.
És membre fundadora de la selecció femenina de futbol d'Albània.